# Scott (Arkansas)
Scott è un census-designated place (CDP) degli Stati Uniti d'America, situato in Arkansas, diviso tra la contea di Pulaski e la contea di Lonoke.